# Martin Hossbach

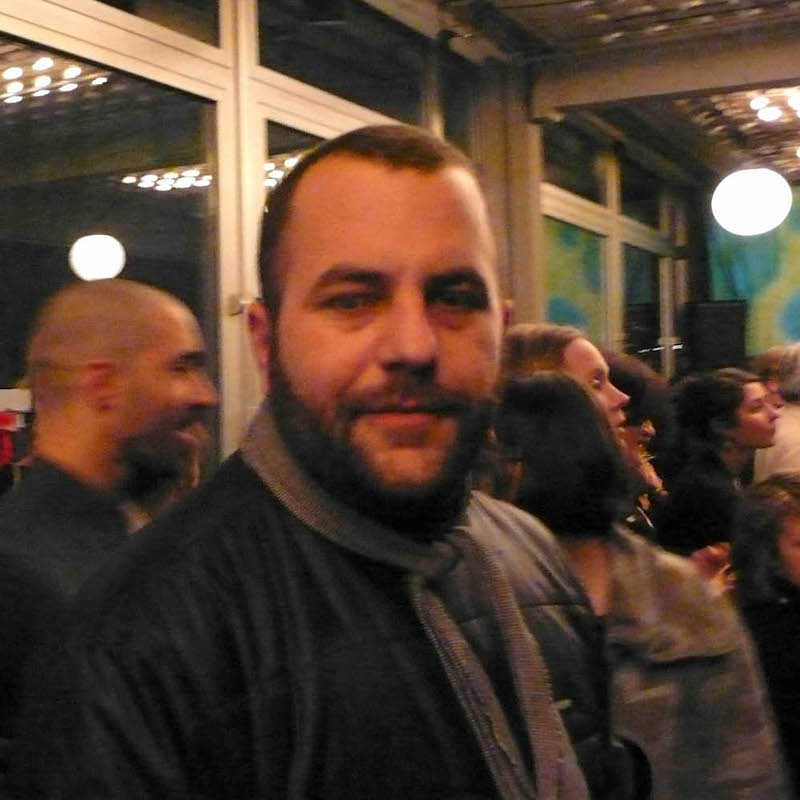
Martin Hossbach im Hebbel am Ufer Theater in Berlin, 2009

Martin Hossbach (* 1975 in Hamburg) ist ein deutscher Musikmanager, Festivalkurator und Labelbetreiber, der in Berlin lebt und arbeitet.

## Leben
Martin Hossbach absolvierte eine kombinierte Lehre und Studium nach dem Hamburger Modell bei der Hamburger Wirtschaftsakademie und dem Medienkonzern PolyGram, der seit 1998 Teil der Universal Music Group ist. Im Anschluss daran arbeitete Hossbach bei Universal Music, wo er unter anderem die Produktion der 2003 mit einem Echo ausgezeichneten (Klassik ohne Grenzen). Platte Replay Debussy von Christian von Borries betreute. Zusammen mit Christian von Borries hatte Hossbach bereits 2002 das Musiklabel Masse und Macht gegründet.
Nach dem Umzug der Musikzeitschrift Spex nach Berlin war Martin Hossbach dort von 2007 bis 2010 Chef vom Dienst. 2010 übernahm Hossbach dann die Aufgabe des Bookings beim Nachtclub Berghain. Als Musikberater war er bei der Produktion zahlreicher Kinofilme beteiligt, unter anderem bei der Auswahl der Musik für den Film Toni Erdmann. Ein Musiklabel mit dem Namen Martin Hossbach gründete er 2012. Das Musiklabel Martin Hossbach veröffentlicht vor allem Musik von bildenden Künstlern, so zum Beispiel Rafael Horzon und Michaela Meise, sowie Sonderprojekte anderer Musiker wie zum Beispiel Justus Köhncke, Dirk von Lowtzow oder F.S.K.
Als Musikkurator war Hossbach von 2014 bis 2020 verantwortlich für das Programm des Festivals Pop-Kultur, die Nachfolgeinstitution der Berlin Music Week.

## Veröffentlichungen
- Als Herausgeber: Jens Balzer, Tocotronic: Die Tocotronic Chroniken. Berlin: Blumenbar 2015, ISBN 978-3-351-05020-7